# 德立拉导弹
德立拉飛彈是以色列IMI公司研發的一款無人航空載具、空對面飛彈、巡弋飛彈、地對地飛彈與反艦飛彈，前身為美國在1968年服役的BQM-74鷓鴣無人機，以色列於1980年代投入戰場，目的是用來引誘敵方防空雷達開機，好讓以色列空軍的野鼬小組使用反輻射飛彈摧毀防空雷達。
1995年IMI公司將它改為中程多用途空對地、巡弋飛彈，由F-4幽靈II戰鬥機與F-16戰隼戰鬥機攜帶，後來以色列軍事工業又研發出了德立拉GL型地對地、反艦飛彈。德立拉飛彈也曾引進中華人民共和國，但中方使用的詳細資料並不多。

## 相关
- AGM-65小牛飛彈
- KD-88反艦飛彈（英语：KD-88）